# Феодосий (Лазовский)
Феодосий Лазовский (в ряде источников Лазоровский; ум. 1588) — епископ Холмский и Белзский (1552—1565) Константинопольской православной церкви, Владимирский и Берестейский (1565—1580) Украинской православной церкви.

## Биография
О детстве и мирской жизни Феодосия Лазовского сведений практически не сохранилось, да и последующие биографические данные о нём очень скудны и отрывочны; известно что фамилию Лазовский с дворянством приобрёл он позже; был женат и имел дочь.
Впоследствии он сделался монахом и архимандритом Брестского монастыря; в грамоте 1566 года он назван «Феодосием из Бреста». Королевской грамотой, данной в Вильне 1 декабря 1552 года, Феодосий был назначен епископом Холмским и Белзским. Холмские акты говорят о многих судебных процессах, которые велись при этом епископе по земельным делам, по поводу «наездов» на духовные имения, на церкви, о грабежах, побоях и т. д.; жалуется епископ, его слуги, православное духовенство, жалуются и на них. В жалобе православного священника и крестьян села Дрогуска (ок. 1559 года) рассказывается, как шляхтич Николай Волчок, наехав в день Успения Богородицы на монастырскую церковь, рубил святой крест, иконы и престол, рвал на куски Евангелие и другие церковные книги, захватил с собой серебряные чаши и другие священные предметы. 6 августа 1560 года владыка Феодосий лично жаловался суду на шляхтича В. Терновского, напавшего вечером на него в Холмском монастыре и поранившего ему средний палец правой руки. Он же 24 января 1559 года жаловался на князя Андрея Коширского из Литвы за то, что тот, пренебрегая его епископской властью в Холмской епархии, осмелился противозаконно содержать в новопостроенной церкви в Глуске своего частного священника. 9 июля 1561 года Савинский плебан жаловался на Феодосия, что он велел священника Луку, подданного латинской епископии, схватить, связать и посадить в монастырское заключение.
В 1565 году епископ Холмский Феодосий получил королевскую грамоту на Владимиро-Брестскую епископию, во владение которой был введён 15 сентября при содействии вооружённой силы после настоящего сражения со сторонниками другого претендента на ту же епископию, Ивана Борзобогатого Красенского, сына умершего епископа Владимирского и его коадъютора (еще не посвящённого) с правом преемства. В этот день Феодосий брал приступом епископский замок в городе Владимире (его защищал сын Ивана Борзобогатого), имея до двух с половиной тысяч пешего и конного войска «з делы (пушками), гаковницами, ручницами и иными разными бронями»; расположив пушки на городских зданиях, он открыл пальбу по епископскому замку и соборной церкви, шесть раз посылал войско на штурм и наконец, не видя успеха, велел подложить огонь под стены епископского замка; осада продолжалась целый день (при этом было убито немало людей, многие здания и самая соборная церковь были повреждены выстрелами), победа осталась за Феодосием. Когда затем в октябре королевский дворянин с несколькими слугами Ивана Борзобогатого явился в соборную Владимирскую церковь и подал Феодосию «позов» на суд, он «с посохом кинулся до слуг пана Борзобогатого и заразом Ермолу закрывавил у церкви, а других бити ногами, топтати и з замочку выгнати казал», говоря: если бы здесь был сам Борзобогатый, то я велел бы изрубить его в куски и бросить псам. Есть также известия за 1569, 1573 и другие годы о наездах его с толпою вооружённых людей своих на имения соседей, о «разбойных» нападениях «рейтарским обычаем» на большой дороге, причём иногда наносил раны собственной рукою; а однажды в самом городе Владимире он и его сообщники ворвались в жилище остановившегося проездом Ивана Волчка, жестоко избили его и его служителей, двух из последних лишили жизни и т. д.
Под старость Феодосий совершенно предался во власть своего зятя M. Дубницкого, владимирского войта, который разорял церковные имения, расточал церковную казну, выскабливал фундушевые записи из напрестольного Евангелия; а когда соборное духовенство задумало начать судебный процесс об этих деяниях, владыка некоторых священников избил своим посохом. Такие факты дали основание назвать его «замечательно буйным и порочным пастырем» (Дмитрий Иловайский), который «служил позором для православного духовенства и соблазном для своей паствы» (Николай Теодорович); эта характеристика, основанная на луцких и владимирских актах, не кажется верной Венедикту Площанскому, основывающемуся на холмских актах.
В 1578 году епископ Феодосий дал согласие на развод князя Андрея Курбского с женой. По просьбе престарелого Феодосия 23 декабря 1579 года польский король Стефан Баторий дал привилегию на Владимирскую епископию архимандриту Киево-Печерской лавры Мелетию Хребтовичу-Богуринскому. 15 января 1580 года Феодосий сдал ему эту епископию (акт передачи утверждён королём 16 апреля); 20 апреля он введён в управление епископией, а 25 апреля того же 1580 года он выдал расписку, что все церковные имения епископии отдает Феодосию в пожизненную аренду за 1000 злотых ежегодно. В документе 19 мая 1580 года Феодосий назван уже «бывшим владыкой Владимирским». 25 июля 1588 года Феодосий выделил из церковных имений местечко Озерцны и 11 сёл, назначив доходы с них на благоустройство соборной Владимирской церкви, на содержание двух проповедников и на учреждение при ней богадельни и школы для обучения детей; в школе положено было иметь двух бакалавров, одного по греческому языку, другого по славянскому.
Умер епископ Феодосий в конце 1588 года.